# Прапор Синельникового
Пра́пор Сине́льникового — один з офіційних символів міста Синельникове Дніпропетровської області, затверджений 26 жовтня 2000 року рішенням Синельниківської міської ради. 
Автор проекту прапора  — А. Гречило.

## Опис прапора
Прапор являє собою квадратне полотнище, складене із двох горизонтальних смуг. Верхня синя смуга становить 1/3, нижня жовта — 2/3 ширини прапора.
На жовтому тлі розташоване зображення паровозу, повернутого до древка, що є символом залізничної промисловості міста. На синьому фоні знаходиться зображення трьох срібних квіток вишні з золотими серединками.

## Зміст
Паровоз вказує на основну причину виникнення поселення як залізничної станції та залізничні підприємства, що сприяли розвитку міста. Квіти вишні уособлюють місцеву флору.